# Discografia di Nesli
La discografia di Nesli, cantautore pop italiano, è costituita da undici album in studio, due EP e oltre trenta singoli, pubblicati tra il 2003 e il 2025.

## Album in studio
| Anno | Titolo | Classifiche | Certificazioni |
| Anno | Titolo | ITA         | Certificazioni |
| ---- | --- | ----------- | -------------- |
| 2003 | Ego - Pubblicato: 2003 - Etichetta: Teste Mobili - Formati: CD, LP, download digitale                                             | —           |                |
| 2004 | Home - Pubblicato: 1º settembre 2004 - Etichetta: The Saifam Group - Formati: CD, download digitale                               | —           |                |
| 2007 | Le verità nascoste - Pubblicato: 30 marzo 2007 - Etichetta: Universal - Formati: CD, download digitale                            | 48          |                |
| 2009 | Nesliving Vol. 1 - Pubblicato: 20 maggio 2009 - Etichetta: Autoproduzione - Formati: LP, download digitale                        | —           |                |
| 2009 | Fragile - Nesliving Vol. 2 - Pubblicato: 13 novembre 2009 - Etichetta: Doner Music - Formati: CD, download digitale               | —           |                |
| 2010 | L'amore è qui - Pubblicato: 28 settembre 2010 - Etichetta: JLe - Formati: CD, download digitale                                   | 13          |                |
| 2012 | Nesliving Vol. 3 - Voglio - Pubblicato: 4 settembre 2012 - Etichetta: Carosello - Formati: CD, download digitale                  | 1           | - ITA: Oro     |
| 2015 | Andrà tutto bene - Pubblicato: 12 febbraio 2015 - Etichetta: Universal - Formati: CD, download digitale                           | 6           |                |
| 2016 | Kill Karma - Pubblicato: 1º luglio 2016 - Etichetta: GoWild, Universal - Formati: CD, download digitale                           | 2           |                |
| 2019 | Vengo in pace - Pubblicato: 22 marzo 2019 - Etichetta: Polydor, Universal - Formati: CD, download digitale                        | 28          |                |
| 2023 | Nesliving Vol IV - Il seme cattivo - Pubblicato: 10 marzo 2023 - Etichetta: A1 Entertainment Spa - Formati: CD, download digitale | —           |                |

## Extended play
| Anno | Titolo |
| ---- | --- |
| 2012 | Come a Natale - Chitarra e voce 1 - Pubblicato: 11 dicembre 2012 - Etichetta: Carosello - Formati: Download digitale |
| 2017 | Kill Karma - Neslintrovabili - Pubblicato: 10 febbraio 2017 - Etichetta: Universal - Formati: Download digitale      |

## Singoli

### Come artista principale
| Anno | Titolo                                   | Classifiche | Certificazioni | Album di provenienza               |
| Anno | Titolo                                   | ITA         | Certificazioni | Album di provenienza               |
| ---- | ---------------------------------------- | ----------- | -------------- | ---------------------------------- |
| 2007 | Riot                                     | —           |                | Le verità nascoste                 |
| 2007 | Nesli Park                               | —           |                | Le verità nascoste                 |
| 2010 | Notte vera                               | —           |                | L'amore è qui                      |
| 2010 | L'amore è qui                            | 74          |                | L'amore è qui                      |
| 2010 | Capricorno                               | —           |                | L'amore è qui                      |
| 2012 | Perdo via                                | —           |                | Nesliving Vol. 3 - Voglio          |
| 2012 | Partirò                                  | —           |                | Nesliving Vol. 3 - Voglio          |
| 2012 | Ti sposerò                               | 62          |                | Nesliving Vol. 3 - Voglio          |
| 2012 | Solamente un incubo                      | —           |                | Nesliving Vol. 3 - Voglio          |
| 2012 | Davanti agli occhi                       | —           |                | Nesliving Vol. 3 - Voglio          |
| 2013 | Un bacio a te                            | 28          |                | Voglio di + – Nesliving Vol. 3     |
| 2013 | È una vita                               | 67          |                | Voglio di + – Nesliving Vol. 3     |
| 2014 | Andrà tutto bene                         | 45          | - ITA: Oro     | Andrà tutto bene                   |
| 2015 | Buona fortuna amore                      | 29          |                | Andrà tutto bene                   |
| 2015 | Allora ridi                              | —           |                | Andrà tutto bene                   |
| 2015 | Quello che non si vede                   | —           |                | Andrà tutto bene                   |
| 2016 | Equivale all'immenso                     | —           |                | Kill Karma                         |
| 2016 | Perfettamente sbagliato                  | —           |                | Kill Karma                         |
| 2017 | Do retta a te (feat. Alice Paba)         | —           |                | Kill Karma - Neslintrovabili       |
| 2017 | Se guardi il cielo                       | —           |                | Kill Karma                         |
| 2017 | Maldito                                  | —           |                | Vengo in pace                      |
| 2018 | Immagini                                 | —           |                | Vengo in pace                      |
| 2018 | Viva la vita                             | —           |                | Vengo in pace                      |
| 2019 | Vengo in pace                            | —           |                | Vengo in pace                      |
| 2019 | Le cose belle                            | —           |                | Vengo in pace                      |
| 2022 | Confessione - Story                      | —           |                | Nesliving Vol IV - Il seme cattivo |
| 2022 | Lazarus - Morti in piedi                 | —           |                | Nesliving Vol IV - Il seme cattivo |
| 2022 | Il male minore                           | —           |                | Nesliving Vol IV - Il seme cattivo |
| 2022 | Polvere da sparo (feat. Jack the Smoker) | —           |                | Nesliving Vol IV - Il seme cattivo |
| 2022 | Terra di confine (con Raige)             | —           |                | Nesliving Vol IV - Il seme cattivo |
| 2024 | Non è una bugia                          | —           |                | /                                  |
| 2024 | Portami al mare                          | —           |                | /                                  |

### Come artista ospite
| Anno | Titolo                         | Album di provenienza |
| ---- | ------------------------------ | -------------------- |
| 2011 | Ballare (Big Fish feat. Nesli) | Niente di personale  |

## Collaborazioni
| Anno | Artista                                                  | Titolo                  | Album di provenienza       |
| ---- | -------------------------------------------------------- | ----------------------- | -------------------------- |
| 1996 | Uomini di Mare feat. Nesly Rice                          | Intro                   | Dei di mare quest'el gruv  |
| 1996 | Uomini di Mare feat. Nesly Rice                          | Cosa naturale           | Dei di mare quest'el gruv  |
| 1999 | Uomini di Mare feat. Nesly Rice, Joe Cassano e DJ Inesha | Teste mobili pt. 1      | Sindrome di fine millennio |
| 1999 | Uomini di Mare feat. Nesly Rice                          | Non dimentico           | Sindrome di fine millennio |
| 1999 | Uomini di Mare feat. Nesly Rice                          | I sogni persi           | Sindrome di fine millennio |
| 1999 | Uomini di Mare feat. Nesly Rice                          | Il turno di guardia     | Sindrome di fine millennio |
| 2000 | Nesli feat. Fabri Fibra                                  | Maxidelitto di scarsi   | Viaggi da e per...         |
| 2000 | Basley Click feat. Nesli                                 | Dico a voi              | The Album                  |
| 2001 | Sottotono feat. Nesli                                    | Da me                   | ...In teoria               |
| 2001 | Nesly Rice feat. Fabri Fibra                             | Senza un perché         | Cactus                     |
| 2002 | Fabri Fibra feat. Nesli                                  | Personaggi di passaggio | Turbe giovanili            |
| 2004 | Fabri Fibra feat. Nesli                                  | Andiamo                 | Mr. Simpatia               |
| 2006 | Fabri Fibra feat. Nesli                                  | Vaffanculo scemo!       | Tradimento                 |
| 2007 | Fabri Fibra feat. Nesli                                  | Le ragazze              | Bugiardo                   |
| 2008 | Mondo Marcio feat. Nesli                                 | Tagliarmi le vene       | In cosa credi              |
| 2009 | Two Fingerz feat. Nesli                                  | Finto                   | Il disco finto             |
| 2009 | Nesli feat. Daniele Vit                                  | Per sempre              | —                          |
| 2009 | Nesli feat. Michelle Lily                                | Uh!                     | —                          |
| 2011 | Mondo Marcio feat. Nesli e Danti                         | Easy                    | Musica da serial killer    |
| 2013 | Stylophonic feat. Nesli                                  | Dum, dum, dum           | Boom!                      |

## Videografia

### Video musicali
| Anno | Titolo                  | Regista/i                             |
| ---- | ----------------------- | ------------------------------------- |
| 2007 | Riot                    | Cosimo Alemà                          |
| 2007 | Nesli Park              | Cosimo Alemà                          |
| 2007 | Con me non ci parli mai | Romana Meggiolaro                     |
| 2009 | Fragile                 | /                                     |
| 2009 | Una vita non basta      | /                                     |
| 2009 | Solo uno solo io        | Luca Tartaglia                        |
| 2009 | Non tornerò             | Luca Tartaglia                        |
| 2009 | La fine                 | Luca Tartaglia                        |
| 2010 | Notte vera              | Luca Tartaglia                        |
| 2010 | L'amore è qui           | Luca Tommassini                       |
| 2010 | Capricorno              | Luca Tartaglia                        |
| 2012 | Simboli                 | Luca Tartaglia                        |
| 2012 | Perdo via               | Luca Tartaglia                        |
| 2012 | Ti sposerò              | Davide Fois                           |
| 2012 | Solamente un incubo     | Davide Fois                           |
| 2012 | Davanti agli occhi      | Nicolò Cerioni e Leandro Manuel Emede |
| 2013 | Respiro                 | Davide Fois                           |
| 2013 | Un bacio a te           | Davide Fois                           |
| 2014 | Andrà tutto bene        | Marco Salom                           |
| 2015 | Buona fortuna amore     | Luca Tartaglia                        |
| 2015 | Allora ridi             | Luca Tartaglia                        |
| 2016 | Equivale all'immenso    | Luca Tartaglia                        |
| 2016 | Perfettamente sbagliato | Luca Tartaglia                        |
| 2017 | Do retta a te           | Luca Tartaglia                        |
| 2017 | Maldito                 | Luca Tartaglia                        |
| 2018 | Immagini                | Gaetano Morbioli                      |
| 2018 | Viva la vita            | Gaetano Morbioli                      |
| 2019 | Le cose belle           | Luca Tartaglia                        |
| 2022 | Il male minore          | Andrea Dipa                           |